# Rudolf Jungklaus

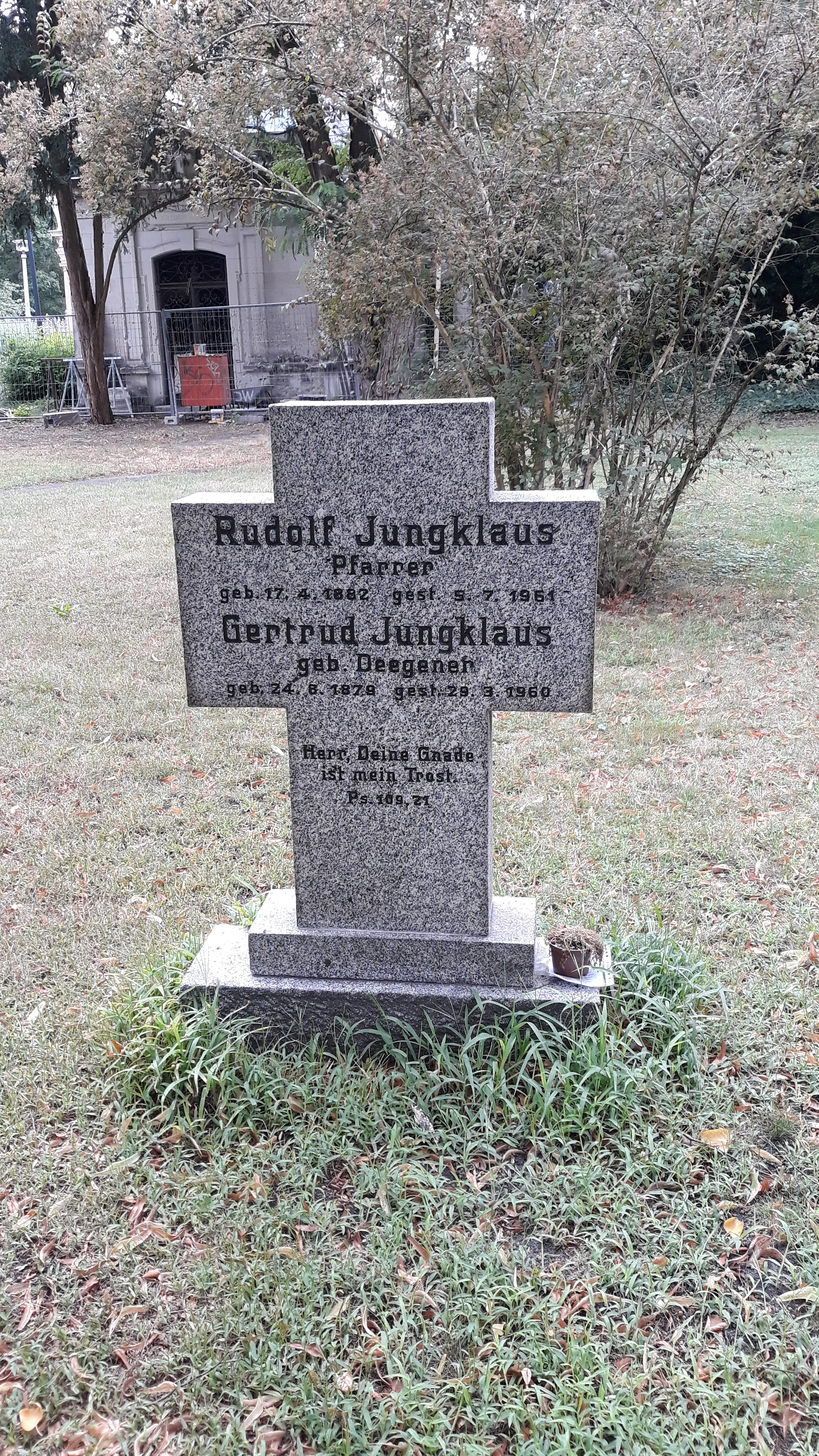
Das Grab von Rudolf Jungklaus und seiner Ehefrau Gertrud geborene Degener auf dem ehemaligen Friedhof Pankow I in Berlin.

Rudolf Albert Felix Jungklaus (* 17. April 1882 in Stettin; † 5. Juli 1961 in Berlin-Pankow) war ein deutscher evangelischer Theologe.

## Leben
Jungklaus studierte an der Friedrich-Wilhelms-Universität in Berlin Theologie und wurde am 28. März 1909 ordiniert. 1911 begann er als Hilfsprediger in der Gemeinde Berlin-Pankow einschließlich Alt-Pankow. Nach der Einweihung der Pankower Hoffnungskirche in der Lindenpromenade (heute Elsa-Brändström-Straße) am 12. September 1913 übernahm Rudolf Jungklaus dort eine Pfarrstelle.
Jungklaus gehörte der Pankower Bekennenden Kirche an, nach Dahlem die zweitgrößte. Er war außerdem eines der zehn führenden Komiteemitglieder der Gesellschaft zur Beförderung des Christentums unter den Juden. Pfarrer Rudolf Jungklaus taufte heimlich Juden und rettete so ihr Leben. Von 35 Taufen jüdischer Menschen in Pankow zwischen 1933 und 1943, von denen 32 in der Hoffnungskirche und drei in der Alten Pfarrkirche erfolgten, vollzog allein Pfarrer Jungklaus 23. Er arbeitete dort bis zum 1. April 1960. Jungklaus starb 1961 und wurde auf dem Friedhof I in Pankow, Wilhelm-Kuhr-Straße/Kreuzstraße, beigesetzt.
Nach ihm wurde die Straße hinter der Kirche benannt. Die öffentliche Benennung fand am 21. Juni 1999 statt unter Teilnahme seiner Tochter Sieghild, erste Pfarrerin der Landeskirche Berlin-Brandenburg.